# Блаха, Густав
Август (Густав) Блаха (нем. August (Gustav) Blaha; 1 января 1888, Вена — 25 сентября 1961, Вена) — австрийский футболист, нападающий. Участник летних Олимпийских игр 1912 года.

## Биография
Густав Блаха родился 1 января 1888 года в австро-венгерском городе Вена (сейчас в Австрии).
Играл в футбол на позиции нападающего. В 1911—1915 и 1916—1918 годах выступал за венский «Рапид», провёл 60 матчей, забил 34 мяча. Трижды в его составе становился чемпионом Австрии (1912—1913, 1917), дважды становился серебряным призёром (1914, 1918), один раз — бронзовым (1915).
В сезоне-1911/12 стал лучшим снайпером «Рапида», забив 12 мячей.
В 1912 году вошёл в состав сборной Австрии по футболу на летних Олимпийских играх в Стокольме, занявшей 5-е место. Участвовал в четвертьфинальном матче утешительного турнира против Норвегии (1:0), мячей не забивал. Этот матч стал для Блахи единственным в составе национальной команды.
Умер 25 сентября 1961 года.

## Достижения

### Командные
«Рапид» (Вена)
- Чемпион Австрии (3): 1911/12, 1912/13, 1916/17.
- Серебряный призёр чемпионата Австрии (2): 1913/14, 1917/18.
- Бронзовый призёр чемпионата Австрии: 1915.